# I.R.S. Records
I.R.S. Records fu una casa discografica statunitense fondata nel 1979 da Miles Copeland III, Jay Boberg e Carl Grasso.
Miles fu inoltre il manager di Wishbone Ash, dei Police, e successivamente di Sting e di molte altre band.

## Storia
I dischi I.R.S. furono distribuiti da A&M Records fino al 1985, da MCA Records fino al 1990, e da EMI (che comprò il nome nel 1994) fino a che la casa fallì nel 1996.
In collaborazione con la I.R.S. vi erano importanti band come i R.E.M., The Go-Go's, The Fleshtones, Black Sabbath, The Cramps, Oingo Boingo, Over the Rhine, The Buzzcocks, The Alarm, Wall of Voodoo, General Public, Belinda Carlisle, Camper Van Beethoven, Dread Zeppelin, Lords of the New Church e Fine Young Cannibals.
La casa pubblicò una compilation esclusivamente strumentale, I.R.S. No Speak, pubblicata da Stewart Copeland e William Orbit. I.R.S. produsse inoltre la serie di MTV The Cutting Edge, che venne messa in onda di domenica notte per alcuni mesi (cominciò nel 1986), e il film Shakes the Clown, con regista Bobcat Goldthwait. I.R.S. cercarono di firmare un contratto con i Green Day nel 1990, ma la band fu costretta a rifiutare a causa di un precedente contratto con la Lookout! Records.

## Origine del nome
"I.R.S." sta per "International Record Syndicate" (o "Independent Record Syndicate" in alcune recenti pubblicazioni); non dev'essere confusa con la Internal Revenue Service, l'agenzia delle tasse degli Stati Uniti.

## I.R.S. Records - On the Chart
Questa fu una compilation del 1994 che racconta la storia della I.R.S. Records dal 1979 al 1994.
- The Alarm - 68 Guns
- Belinda Carlisle - Mad About You
- Concrete Blonde - Joey
- dada - Dizz Knee Land
- The Go-Go's - Our Lips Are Sealed
- Doctor and the Medics - Spirit in the Sky
- Dread Zeppelin - Heartbreaker (At the End of Lonely Street)
- Karel Fialka - Hey Matthew
- Jools Holland - Holy Cow
- R.E.M.  - The One I Love
- Stan Ridgway - Camouflage
- Timbuk 3 - The Future's So Bright, I Gotta Wear Shades
- Wall of Voodoo - Mexican Radio

Camouflage di Stan Ridgway fu remixata da parte di William Orbit.
La registrazione fu distribuita tramite il nome di EMI e il numero di catalogo EIRSCD 1069 or 7243 8 31835 2 4.